# Xanthagaricus
Xanthagaricus — рід грибів родини Agaricaceae. Назва вперше опублікована 1997 року.

## Класифікація
До роду Xanthagaricus відносять 13 видів:
- Xanthagaricus brunneolus
- Xanthagaricus chrysosporus
- Xanthagaricus erinaceus
- Xanthagaricus flavidorufus
- Xanthagaricus globisporus
- Xanthagaricus gracilis
- Xanthagaricus luteolosporus
- Xanthagaricus myriostictus
- Xanthagaricus nanus
- Xanthagaricus pakistanicus
- Xanthagaricus rubescens
- Xanthagaricus subepipastus
- Xanthagaricus viridulus